# Stridor
Stridor er en højfrekvent, pibende lyd, der typisk opstår under vejrtrækningen, især ved indånding. Lyden skyldes en delvis obstruktion af luftvejene, ofte i de øvre luftveje som strubehovedet (larynx), luftrøret (trachea) eller hovedbronchierne. Stridor kan være et tegn på alvorlige tilstande, og det ses hyppigere hos børn end voksne, da deres luftveje er mindre og lettere kan blive blokeret.

## Årsager til stridor
Der er flere årsager til, at stridor kan opstå, blandt andet:
- Infektioner som falsk strubehoste (croup), epiglottitis eller laryngitis.
- Anatomiske problemer, f.eks. medfødt laryngeomalaci, hvor strubehovedet er blødt og kan kollapse under vejrtrækningen.
- Allergiske reaktioner, som kan give hævelse af luftvejene.
- Indånding af fremmedlegemer, som kan sætte sig fast i luftvejene.
- Tumorer eller vækst i luftvejene, som kan forårsage en forsnævring.

## Behandling af stridor
Behandling afhænger af årsagen og stridorens alvorlighedsgrad. I akutte tilfælde kan det være nødvendigt at sikre frie luftveje med medicinsk udstyr eller medicin, som reducerer hævelse og inflammation.